# Turistická značená trasa 6917

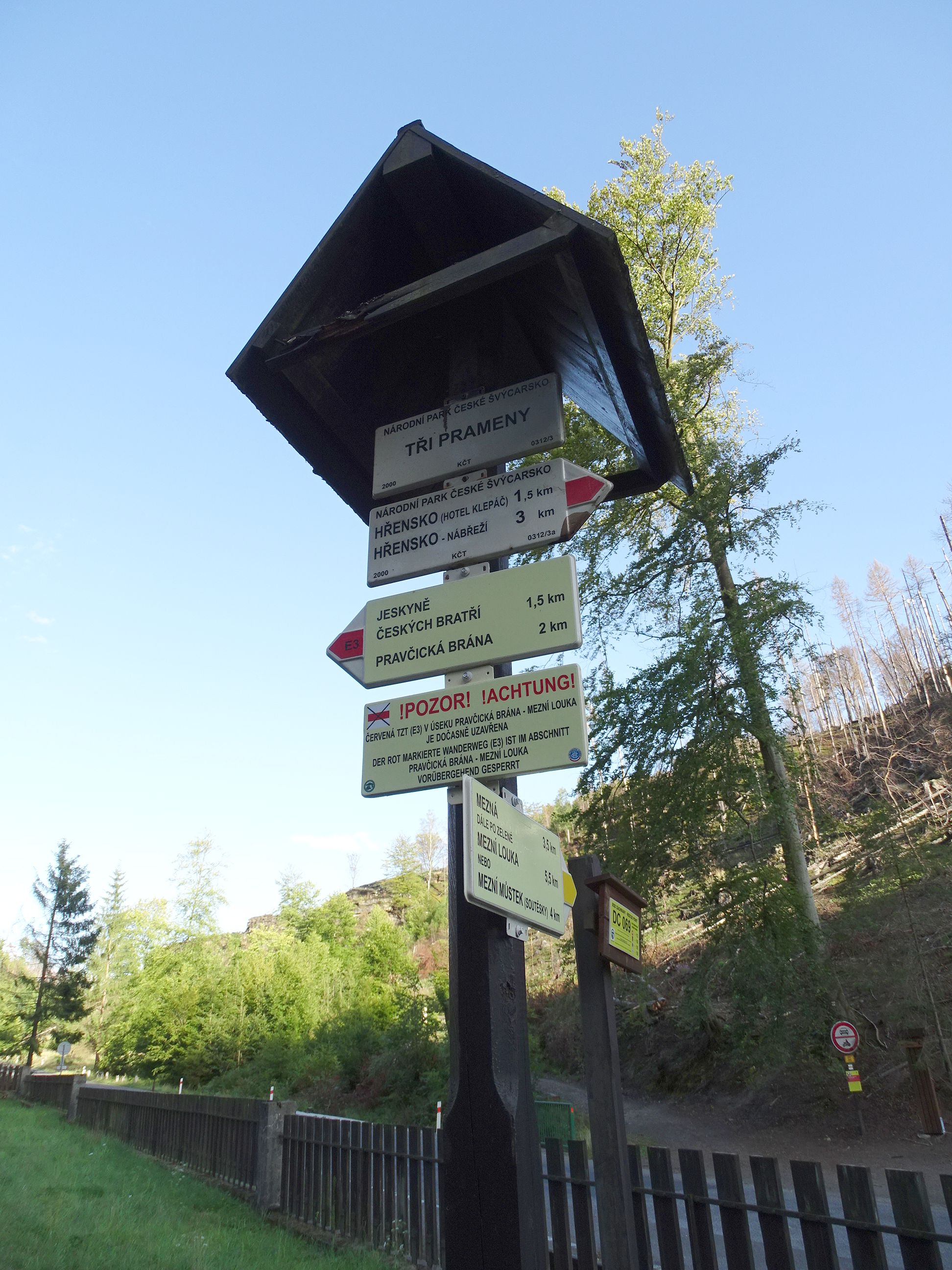
Rozcestí Tři Prameny, kde trasa začíná.

 Turistická značená trasa 6917 je 3,5 km dlouhá žlutě značená trasa Klubu českých turistů v okrese Děčín spojující hlavní turistickou trasu pohoří s Meznou. Její převažující směr je jihovýchodní. Trasa se nachází na území národního parku České Švýcarsko.

## Průběh trasy

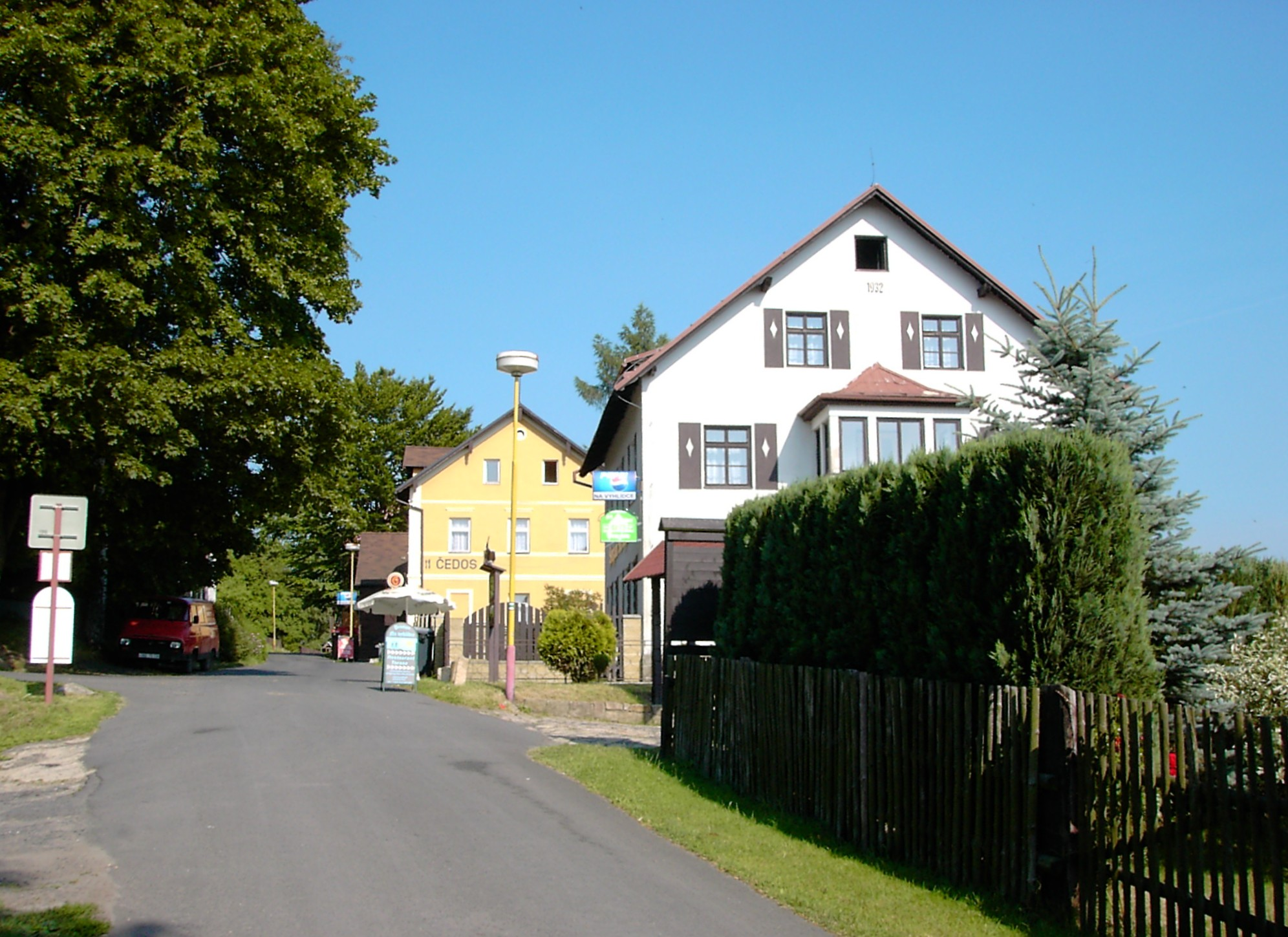
Obec Mezná.

Turistická trasa má svůj počátek v údolí Dlouhé Bělé na rozcestí s červeně značenou trasou 0312 z Hřenska na Pravčickou bránu. Zpočátku stoupá po lesní Malé mlýnské cestě severním svahem Kobylky na rozcestí s Mlýnskou cestou, po které pokračuje dále. Jedná se o asfaltovou komunikaci, po níž trasa dále stoupá východním směrem, poté se stočí k jihozápadu. Konec trasy se nachází ve středu Mezné na rozcestí se zeleně značenou trasou 3950 ze soutěsky Kamenice do Zadních Jetřichovic.